# Symbolia setifer
Symbolia setifer är en tvåvingeart som beskrevs av Robinson 1966. Symbolia setifer ingår i släktet Symbolia och familjen styltflugor. Inga underarter finns listade i Catalogue of Life.